# アンリ・ベレリ＝デフォンテーヌ
アンリ・ベレリ＝デフォンテーヌ（Henri Bellery-Desfontaines、Henri Jules Ferdinand Bellery-Desfontaines、1867年3月20日 - 1909年10月7日）はフランスの画家、イラストレーターである。

## 略歴
パリで貯蓄銀行の社員の息子に生まれた。若い時からモンマルトルの芸術家の集まったキャバレーを訪れた。1890年にパリのエコール・デ・ボザールに入学しジャン＝ポール・ローランスやリュック＝オリヴィエ・メルソンに学び、1895年に卒業した。1900年までは装飾画家として働いた。
1891年からアンデパンダン展やサロン・ド・パリ、サロン・ドートンヌに出展した。イラストレーターとして、「L'Artiste」、「 L'Image」、「 レスタンプ・モデルヌ」や「L'Almanach des Bibliophiles」といった雑誌の表紙や挿絵を描いた。ポスターの製作でも知られ、そのいくつかはアールヌーボーのスタイルであった。
食中毒から42歳でノルマンディーのLes Petites-Dallesで亡くなった。

## 作品

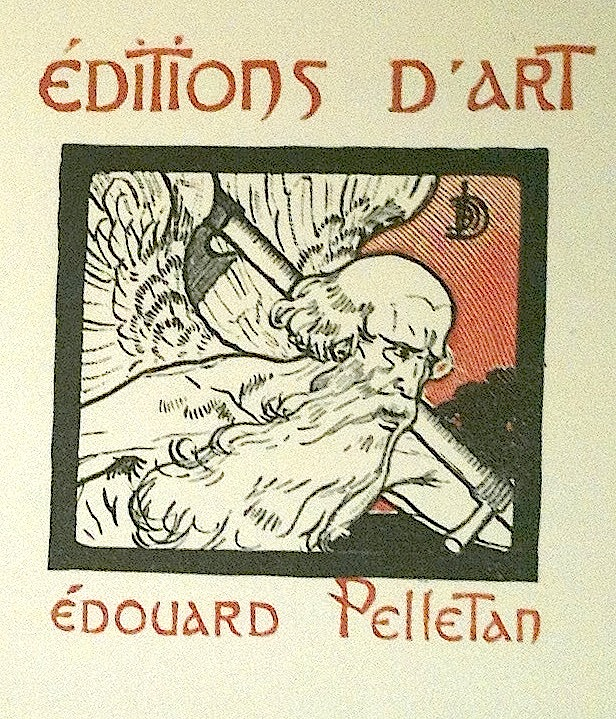
出版社のためのデザイン
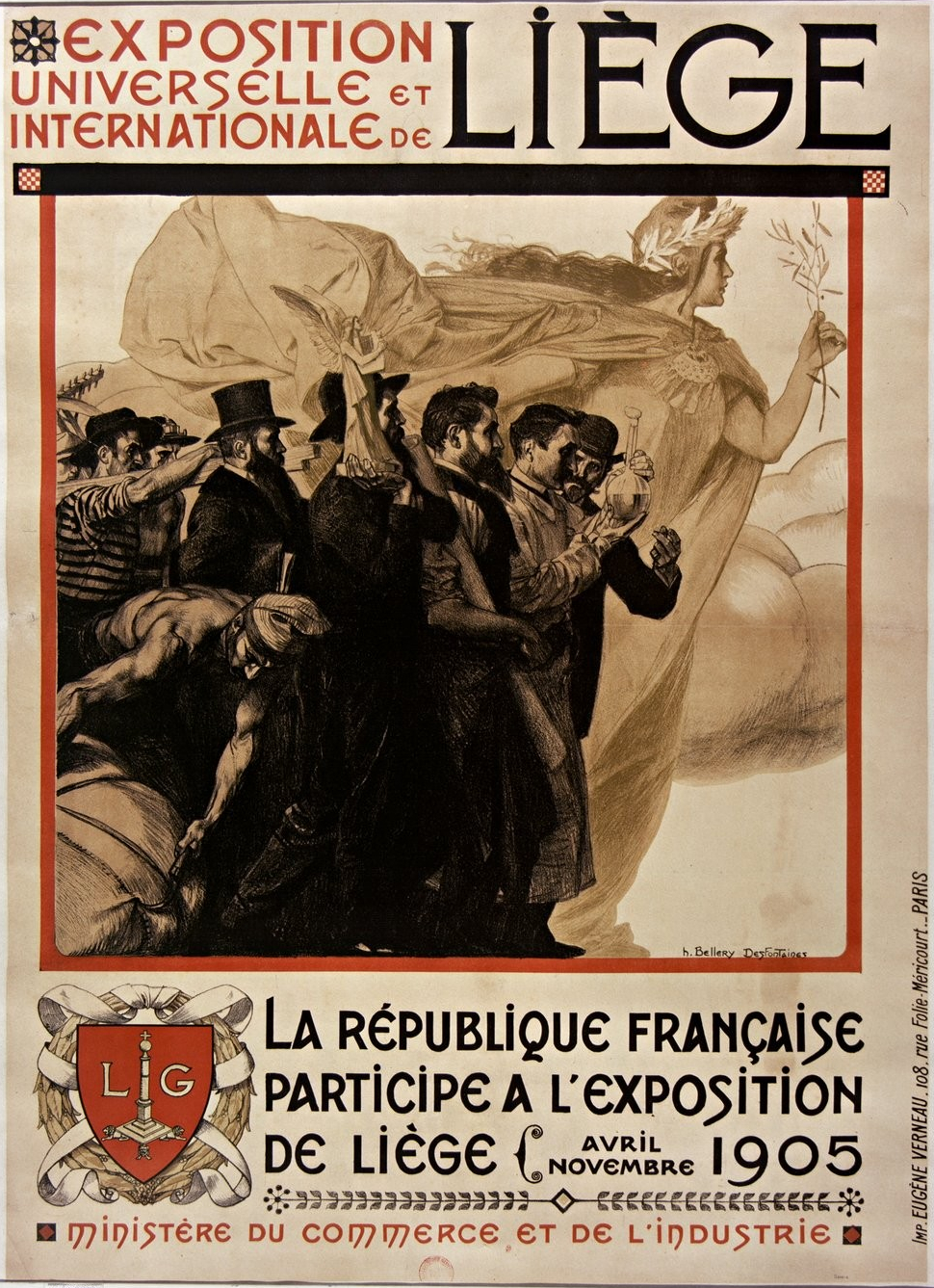
リエージュ万国博覧会 (1905年)のポスター
- ブリュッセル万国博覧会 (1910年)のポスター
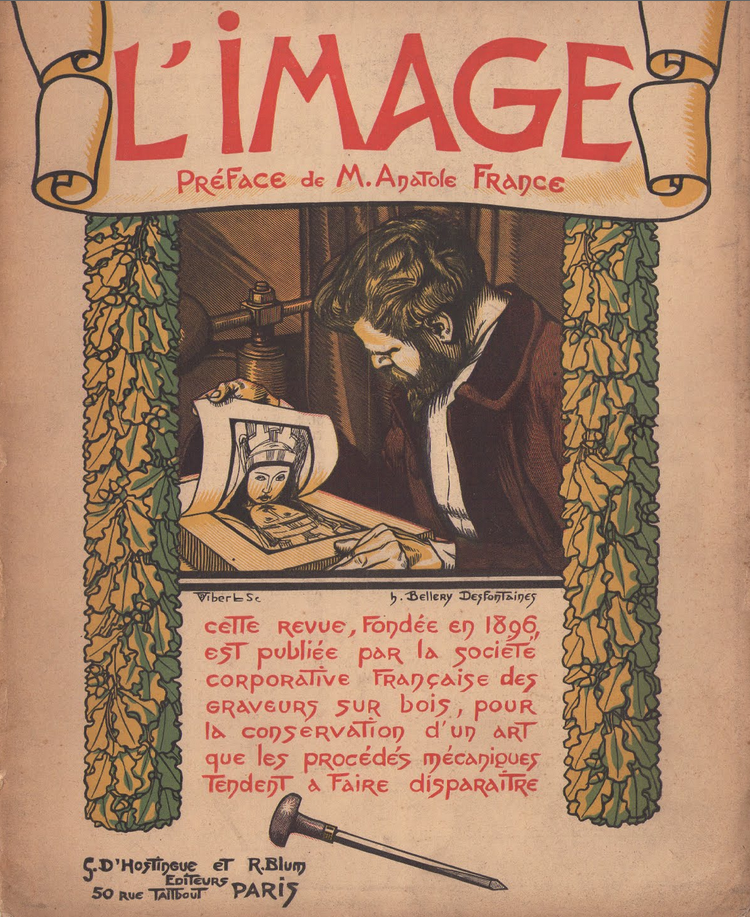
雑誌表紙絵
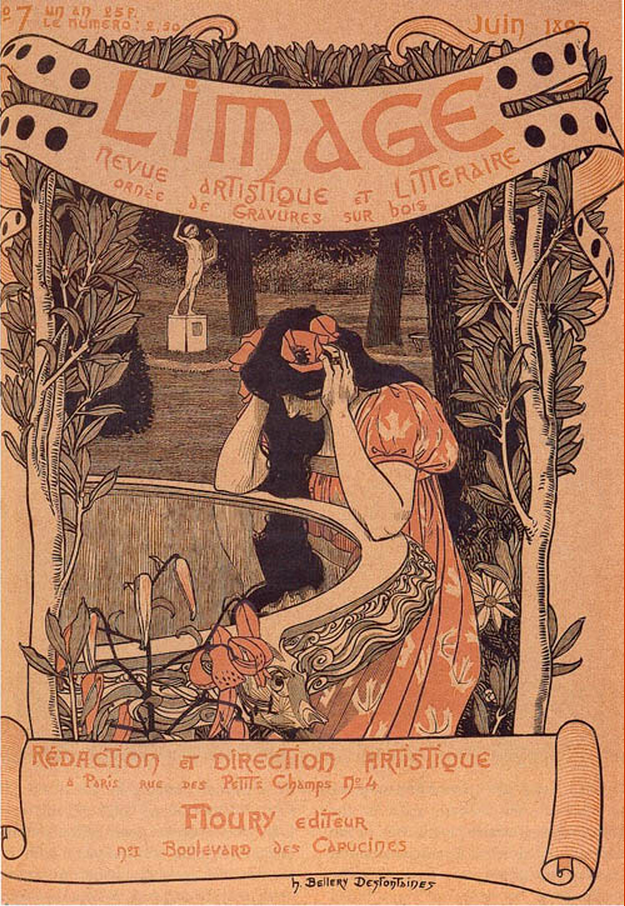
雑誌表紙絵

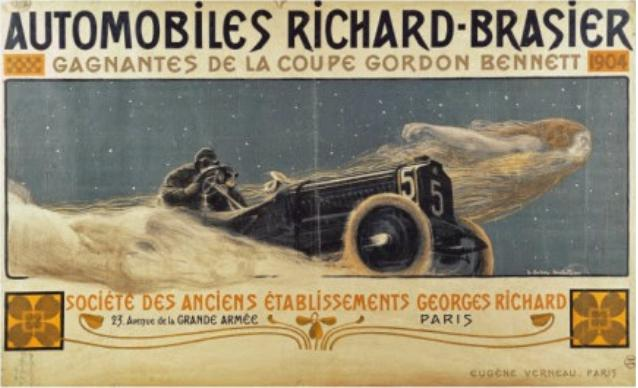
自動車会社 リシャール＝ブラジエールのポスター
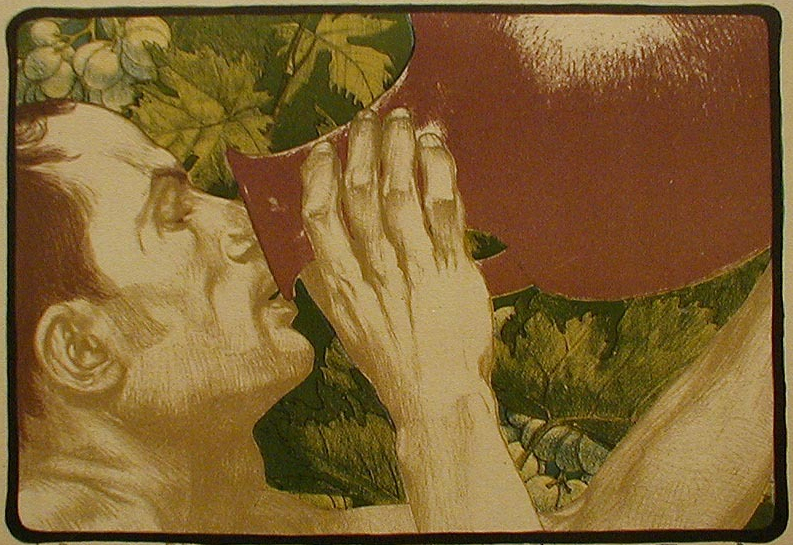
雑誌挿絵
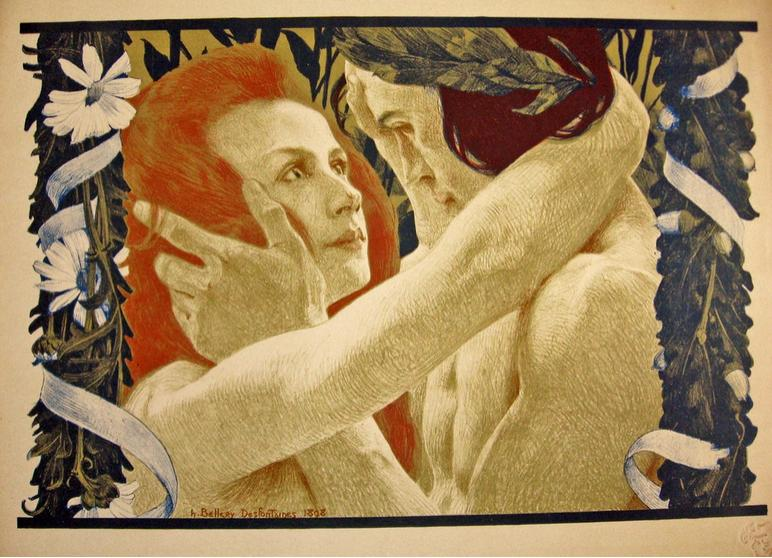
雑誌挿絵